# Dziadki (obwód mohylewski)
Dziadki (biał. Дзядкі; ros. Дедки) – wieś na Białorusi, w obwodzie mohylewskim, w rejonie mohylewskim, w sielsowiecie Zawadskaja Słabada, przy linii kolejowej Osipowicze – Mohylew.